# Live and Let Die (colonna sonora)
Live and Let Die è l'album che raccoglie le tracce che hanno fatto da colonna sonora per il film omonimo, ottavo nella saga di James Bond.

## Il disco
Essendosi preso una pausa nella composizione di temi per James Bond, John Barry passò il testimone a George Martin. Questo fu il primo film della saga cui Barry non prese parte. Barry era intento a lavorare su un musical, e aveva avuto una lite col produttore Harry Saltzman riguardante la canzone Diamonds Are Forever.
I brani per Live and Let Die furono arrangiati e diretti da George Martin, e registrati agli AIR Studios.
Nella sua autobiografia, Martin scrive che fu avvicinato da Saltzman, impressionato dal sottofondo orchestrale di Paul McCartney del demo della canzone principale, e volle che Martin componesse le tracce per il film. Martin fu d'accordo, ma rimase sorpreso quanto Saltzman gli chiese chi avrebbe cantato la canzone Live and Let Die; Martin rispose che McCartney lo avrebbe fatto. Saltzman voleva invece una cantante soul di colore.
Per la canzone del tema, Martin fece squadra con l'ex-Beatle McCartney, che era già stato preso in considerazione per Diamonds Are Forever. Questa fu la prima volta che i due lavorarono insieme dopo Abbey Road nel 1969. Il tema fu scritto da Paul e da sua moglie Linda, ed eseguito da Paul e dal suo gruppo, gli Wings. La canzone, il primo vero rock usato per introdurre il film di Bond, fu un maggiore successo negli Stati Uniti (numero 2 per due settimane) che nel Regno Unito (solo al numero 9). Live and Let Die rimane in ogni caso un punto importante degli spettacoli live di McCartney.
L'album è stato pubblicato anche con audio quadrofonico.

## Tracce
L'LP originale finiva con la traccia numero 14, James Bond Theme. Eccetto dove indicato tutte le tracce sono state composte da George Martin.
1. Live and Let Die (titoli iniziali) (Paul e Linda McCartney) – Paul McCartney & Wings
2. Just a Closer Walk with Thee (Trad. Arr. Milton Batiste) / New Second Line (Milton Batiste) – Harold A. "Duke" Dejan & The Olympia Brass Band
3. Bond Meets Solitaire
4. Whisper Who Dares
5. Snakes Alive
6. Baron Samedi's Dance of Death
7. San Monique
8. Fillet of Soul – New Orleans / Live and Let Die / Fillet of Soul – Harlem – B. J. Arnau
9. Bond Drops In
10. If He Finds It, Kill Him
11. Trespassers Will Be Eaten
12. Solitaire Gets Her Cards
13. Sacrifice
14. James Bond Theme (Monty Norman)
15. Gunbarrel/Snakebit
16. Bond to New York
17. San Monique (Alternate)
18. Bond and Rosie
19. The Lovers
20. New Orleans
21. Boat Chase
22. Underground Lair